# Doumbi Fakoly
Doumbi Fakoly (n. 1 ianuarie 1944 – d. 29 septembrie 2024) a fost un scriitor din Mali.

## Biografie
Fakoly s-a născut în 1944 la Kita, Mali (pe atunci parte din Sudanul Francez). Și-a petrecut copilăria în Senegal. A mers la studii în Franța, unde a obținut licența în servicii bancare (franceză: Diplôme d'étude supérieures en banques). Din 1978 până în 1980, a lucrat pentru Banque Meridien Biao Mali.
În 1983, a publicat prima carte, Morti pentru Franta (Morts pour la France).